# Shelf cloud
Nuvem prateleira, em Inglês "Shelf Cloud", é um tipo de Nuvem Arcus, cujo aspecto característico é o de uma longa, baixa e densa camada horizontal, anexada logo abaixo a uma nuvem-pai. Geralmente, nuvens de prateleira precedem uma tempestade.

## Características

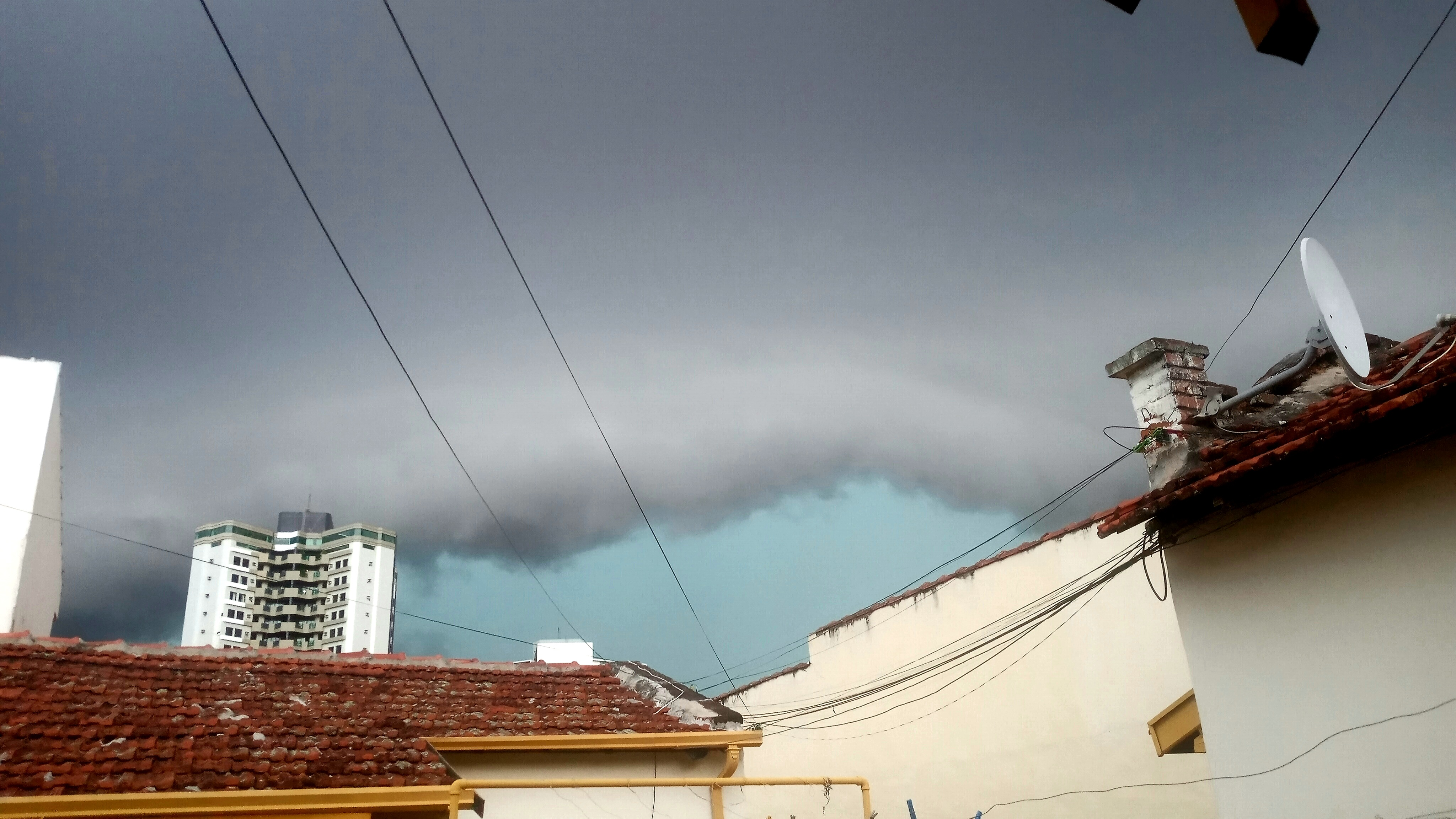
Nuvem prateleira se aproximando de Piracicaba, São Paulo, Brasil, antes da chegada de um temporal. Nota-se a tonalidade azul-clara da nuvem

As nuvens de prateleira formam-se quando o ar mais quente eleva-se acima de uma camada de ar mais frio. Durante este processo, o ar aquecido condensa rapidamente, gerando o aspecto característico da nuvem. Elas podem ter diferentes tonalidades, dependendo da quantidade de luz solar refletida.
O movimento acelerado das nuvens de prateleira, ocorrido em alguns casos, produz ventos muito fortes e danosos que acontecem antes da tempestade propriamente dita (o que é popularmente chamado de frente de rajada). Apesar disso, nuvens prateleira não produzem tornados.

## Nuvem Parede e Nuvem de Rolo
Embora sejam confundidas com frequência, nuvens parede (cumulonimbus murus) diferem das nuvens prateleira por sua posição durante uma tempestade. Enquanto as nuvens prateleiras aparecem no limite inicial de uma tempestade, as nuvens parede estão presentes durante o fenômeno. As nuvens paredes são as primeiras formações que precedem um tornado.
Nuvens de rolo são formações longas e tubulares de nuvens que aparecem desassociadas de uma nuvem de tempestades. Seu formato lembra um tornado horizontal nos céus. Trata-se de uma coluna de ar em descida ao solo.

## No Brasil
Nuvens prateleira e rolo são comuns na Região Sul do Brasil, especialmente nos estados do Rio Grande do Sul, Santa Catarina e Paraná, em algumas vezes podem causar uma pequena quantidade de granizo, ventos fortes e tornados. O maior registro de nuvem rolo no sul do Brasil está na cidade de Coronel Vivida no estado do Paraná, os registros dão conta que ocorrem por ano 3 formações de nuvem rolo no município.